# Recilia rugulans
Recilia rugulans är en insektsart som beskrevs av Naudé 1926. Recilia rugulans ingår i släktet Recilia och familjen dvärgstritar. Inga underarter finns listade i Catalogue of Life.